# Variateur de vitesse mécanique
Pour les articles homonymes, voir Variateur et CVT.
Un variateur de vitesse mécanique ou transmission à variation continue est un dispositif mécanique permettant de faire varier continûment le rapport de démultiplication d'un arbre moteur à un arbre mené. Il est utilisé en remplacement d'une boîte de vitesses. Dans le monde automobile, il est connu sous son acronyme anglais : CVT (pour Continuously Variable Transmission ou Continuously Variable Torque).
Un tel dispositif permet d'utiliser un moteur à son régime de fonctionnement optimal en adaptant en continu sa vitesse de rotation à celle requise par l'arbre de sortie, dans le but de minimiser la consommation d'énergie ou maximiser la puissance et le couple disponible, ou encore d'assouplir les variations de vitesse en évitant les changements de régime dus aux paliers des boîtes de vitesses à rapport.

## Principe de base de la transmission de puissance

### Moteur et actionneur
Dans une chaîne d'énergie, le moteur convertit l'énergie d'entrée (électrique, chimique, hydraulique…) en énergie mécanique de rotation. Il est caractérisé par sa puissance, avec (généralement) un seul sens de marche et une vitesse de rotation optimale. L'actionneur, qui reçoit et utilise la puissance du moteur, doit pouvoir quant à lui :
- tourner dans les deux sens ;
- tourner à différentes vitesses ;
- développer des couples différents.

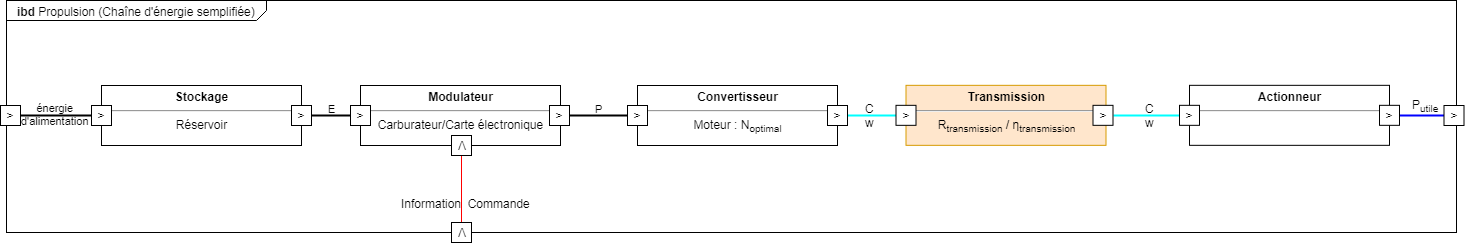
Chaîne d'énergie simplifiée du système de propulsion d'un véhicule.

### Transmission
Tout élément de transmission de puissance est caractérisé par son rapport de transmission, calculé comme suit (avec ω la vitesse de rotation des arbres): {\displaystyle R_{transmission}={\omega _{sortie} \over \omega _{entree}}}
En fonction donc des données du problème (vitesses, alignement entre les arbres, efforts à transmettre, formes d'énergie en entrée et en sortie, continuité ou discontinuité du mouvement, distance entre les arbres de transmission), pour transmettre la puissance du moteur au récepteur en assurant les conditions d'utilisation de ce dernier, on intercale entre le moteur et l'actionneur l'un des éléments suivants :
- rapport de transmission unique :
  - système poulie-courroie ou pignon-chaîne,
  - réducteur à trains de roues dentées (roues cylindriques et coniques, roue et vis sans fin, train épicycloïdal…),
  - équipage de roues à friction ;
- gamme discontinue de rapports de transmission :
  - boite de vitesses à rapports ;
- rapport de transmission à variation continue :
  - variateur à friction (cônes, disques et galet…),
  - variateur à poulies extensibles ;
- accouplement hydraulique :
  - convertisseur de couple.

### Choix de la transmission
Dans un engin industriel (pompe, machine-outil…) dont la vitesse de travail (linéaire ou angulaire) serait constante, il suffit de calculer adéquatement le rapport de transmission entre le moteur et l'outil pour que le moteur fonctionne toujours à son régime optimal. La transmission est ensuite choisie ou conçue sur la base du rapport de transmission voulu.
Là où la vitesse de l'actionneur est variable et doit adopter un nombre n fini de valeurs, on intercale entre le moteur et l'arbre de sortie une boîte de vitesses à n rapports.
Là où la vitesse de l'actionneur doit varier en continu (comme c'est le cas sur un véhicule), il faut, pour que le moteur reste à son régime de fonctionnement optimal, un élément de transmission de puissance qui puisse adapter en continu la vitesse de rotation de l'arbre moteur à celle requise par l'arbre de sortie. Les transmissions à variation continue permettent de fixer le moteur à un régime choisi pour minimiser la consommation ou maximiser la puissance ou le couple disponible.

## Historique

### Variateur de vitesse continu à poulies extensibles Fouillaron
En 1897, le constructeur Gustave Fouillaron, inventeur et ancien patron d'industrie textile, met au point le Variateur de vitesse continu à poulies extensibles, dont il fait sa marque distinctive. La description de son seul système de changement de vitesse occupe la moitié des notices techniques de ses voiturettes. Plus de 30 ans après, on s'en souvient encore comme du type même de l'innovation :

« C'est une voiture Fouillaron… Je suis venu en trois heures de Bordeaux : 70 kilomètres, pas une anicroche… Elle est à poulies extensibles. Le tout dernier cri. Il y a peu de temps encore, la retransmission se faisait aux roues par des chaînes. Maintenant, il n'y a plus que deux poulies extensibles, et naturellement, leur liaison : la chaîne-courroie. On peut varier l'allure à l'infini, au moyen d'un simple levier. »

— F. Mauriac, Le Mystère Fontenac (1933)
Notons qu'à la différence de leur principale évolution ultérieure, les poulies Fouillaron sont évidées. La courroie reliant les poulies est comprise comme une chaîne. Les maillons de cette « chaîne-courroie » crantée, selon les termes mêmes de son inventeur, s'engrènent dans les parties pleines et creuses des poulies. Des 6 brevets déposés par G. Fouillaron de 1904 à 1907 en France, 1 porte sur la poulie, 2 sur le variateur lui-même et 3 sur la constitution et la géométrie même des courroies.

### Autres brevets
G. Fouillaron n'est pas le premier inventeur du variateur, même s'il est difficile de dire à quel point il s'est inspiré des travaux de Wales (brevet US 1876), mais surtout de Milton O Reeves (brevet US 1899) et de sa Reeves Pulley Co, la plus inventive au début du XXème siècle dans le développement des CVT à 2 poulies à entraxe fixe, pour l'industrie des scieries et l'automobile.
En 1926, George Constantinesco construit une voiture avec un CVT à masses oscillantes (brevet déposé en 1924).
En 1936, E. Foster Salsbury fabrique un scooter appelé Motor Glide; en 1938, Salsbury invente la transmission automatique à courroie en V et poulies variables (Continuously Variable Transmission ou CVT, brevet demandé en 1939, émis en 1941). La poulie menée réagit au couple appliqué grâce à ses cames; même à haute révolution du moteur, une augmentation du couple transmis, lors d'une accélération ou lorsqu'on monte une pente, force la poulie menée à se fermer ce qui fait rétrograder la transmission pour faciliter le travail du moteur. C'est le type de transmission utilisée sur les motoneiges.
En 1958, Hubertus von Doorne, cofondateur de DAF, met au point et commercialise le système de transmission continue Variomatic avec une courroie flexible. Plus que toutes les ébauches précédentes handicapées par leur manque de fiabilité et leur faible rendement, c'est lui qui popularise le concept dans le monde automobile.
Dans les années 1990, le Variateur de vitesse sous toutes ses formes se répand chez les constructeurs automobiles : Subaru (1987), Nissan (1992), Honda (1995), Toyota (1997), Audi (2000), Ford (2005)…

## Variateur de vitesse à courroie trapézoïdale

Animation du fonctionnement d'un variateur.

Le rapport de transmission d'un système poulie-courroie classique est fixé par les diamètres des poulies motrice et réceptrice:
{\displaystyle R_{transmission}={Diametre_{motrice} \over Diametre_{receptrice}}}
Pour obtenir une variation continue du rapport de transmission, il faut une variation continue du diamètre des poulies, c'est-à-dire des poulies « coniques ». Presque tous les variateurs à courroie tirent profit de la géométrie particulière de la courroie trapézoïdale, dont la section en trapèze vient se positionner dans la gorge d'une poulie aux parois coniques.
Dans les poulies classiques, ces 2 parois sont solidaires de l'axe autour duquel elles tournent et ne forment qu'une seule pièce. Dans les variateurs, elles sont disjointes et formées de 2 flasques coaxiaux d'écartement variable, montés avec une liaison glissière sur le même arbre qu'ils entraînent en rotation. Le diamètre primitif d'enroulement de la courroie autour de la poulie augmente à mesure que diminue l'écartement des flasques et inversement.

### Poulies à entraxe fixe

#### Principe

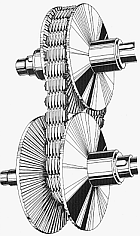
Un variateur à gorges variables.

Le variateur de vitesses à courroie est composé d'une courroie, métallique ou synthétique, et de deux poulies dont les gorges sont à écartement variable. En fonction de l'écartement des parois des poulies, la courroie pénètre plus ou moins près du centre ce qui a pour effet de changer le rapport de démultiplication.

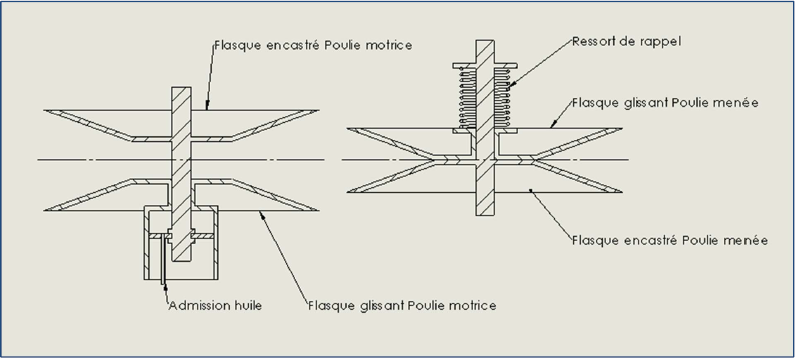
Schéma de principe du positionnement des poulies motrice et réceptrice dans un variateur à poulies à entraxe fixe

Les écartements respectifs des poulies motrice et réceptrice sont inversement proportionnels : l'une augmente quand l'autre diminue. Les poulies motrice et réceptrice sont formées chacune d'un flasque encastré sur l'arbre et d'un autre en liaison glissière avec le même arbre. L'utilisateur agit sur l'écartement de la poulie motrice au moyen d'une vis de pression, d'un volant ou système hydraulique, d'une pompe à vide, d'un ensemble pignon-crémaillère…La tension de la courroie entraîne alors une variation inverse sur la poulie menée. Un ressort de rappel sur celle-ci permet de minimiser l'écartement des flasques. Les poulies sont auto-alignées : les plans milieu des poulies motrice et réceptrice coïncident à tout instant avec celui de la courroie, mais leur position varie en fonction de la translation des flasques glissants.
Si les 2 poulies ont des caractéristiques semblables, ce type de positionnement permet d'étendre au maximum la plage des rapports possibles:
{\displaystyle {R_{max} \over R_{min}}=({Diametre_{max} \over Diametre_{min}})^{2}}

#### Utilisation

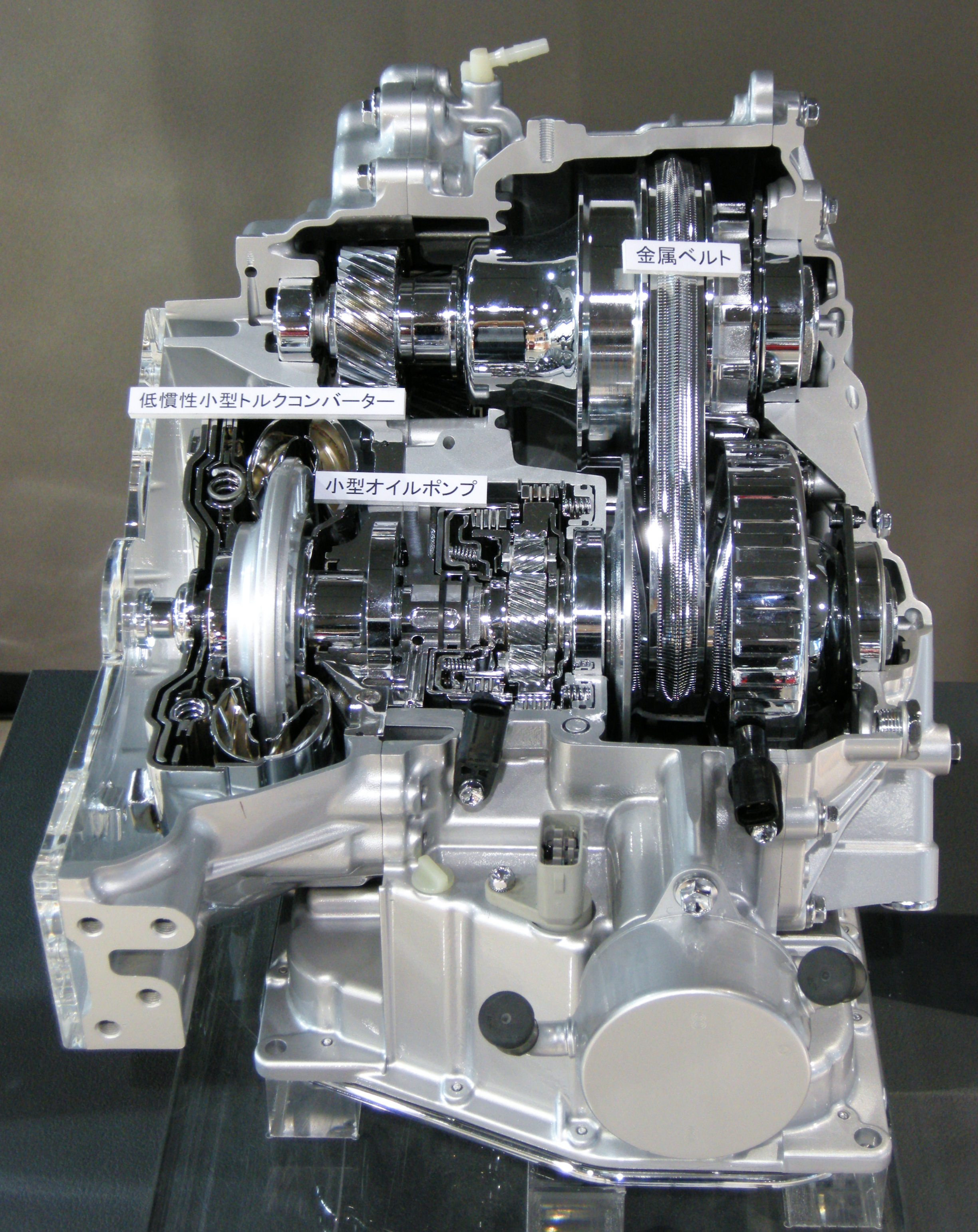
Toyota Super CVT - i

Ce système reste le plus populaire chez les constructeurs de boîtes de vitesses CVT : X-Tronic (Nissan-Jatco), Multitronic (Audi), Variomatic (DAF), Lineartronic (Subaru), Multimatic (Honda), CVT-i et e-CVT (Toyota), Invecs-III (Mitsubishi)… En sont équipés (liste non exhaustive) :
Ford Fiesta, Ford Focus, Fiat Uno Selecta, Fiat Punto, Lancia Y, Mercedes-Benz Classe A et Classe B, Honda Jazz (~2007), Honda Civic Hybrid et Honda Insight, Nissan Micra K11, Nissan Murano, Nissan Altima, Nissan Juke, Nissan Tiida, Nissan Qashqai, Nissan X-Trail (2014), Dodge Caliber, Renault Scenic III, Renault Mégane III, Daf 600 à Daf 55, Volvo 66 et Volvo 343.

### Poulies à entraxe variable
Ce système reprend le principe de base, mais seule la motrice est formée de 2 flasques coulissant symétriquement sur un moyeu. La menée, de diamètre fixe, est encastrée sur son arbre. Une augmentation de l'entraxe (généralement en déplaçant le moteur positionné sur un plateau en liaison glissière avec le bâti) entraîne une diminution du diamètre de la poulie motrice et donc du rapport de transmission (puisque le diamètre de la menée est fixe). Ce type de système permet une plage de rapports plus réduite :
{\displaystyle {R_{max} \over R_{min}}={Diametre_{max} \over Diametre_{min}}}
La poulie motrice, auto-centrée, est cette fois-ci formée de 2 flasques en liaison glissière avec l'arbre, symétriques par rapport au plan milieu de la courroie. Deux ressorts de rappel permettent de minimiser l'écartement des flasques. Les plans milieu des poulies motrice et réceptrice ainsi que de la courroie sont alors identiques et invariants, de façon à toujours maintenir la courroie dans l'axe des poulies.

### Poulies à entraxe fixe et galet presseur
Là encore, seule la poulie motrice est formée de 2 flasques coulissant symétriquement sur un moyeu. La menée, de diamètre fixe, est encastrée sur son arbre et l'entraxe reste fixe. L'utilisation d'un ou plusieurs galets presseurs permet de « diminuer artificiellement » la longueur de la courroie et de la faire pénétrer dans la poulie motrice, entraînant une augmentation de l'écartement des flasques et une diminution conséquente du diamètre de la poulie motrice et du rapport de transmission.

### Deux cas particuliers

#### Le variateur de vitesse

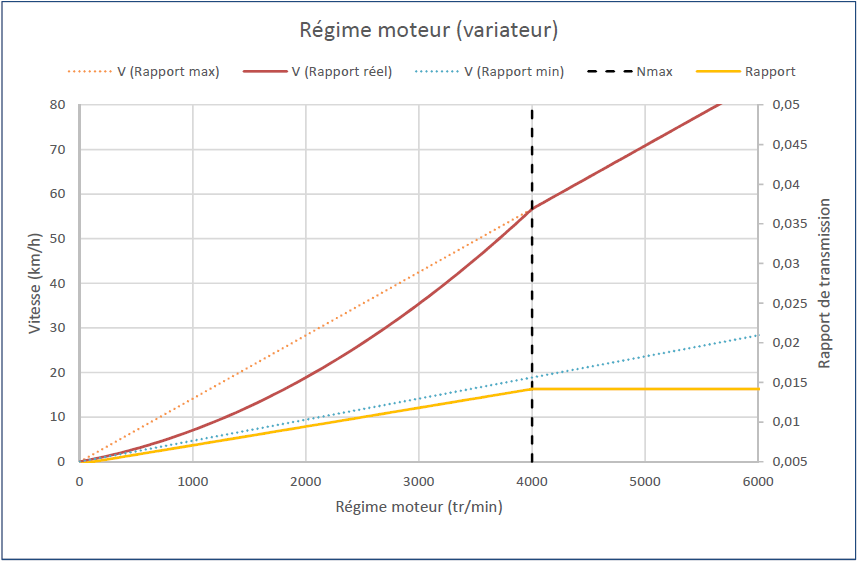
Graphique de la vitesse en fonction du régime moteur d'un véhicule équipé d'un variateur

Ce qu'on appelle le variateur de vitesse en langage courant est ce type de transmission installé sur de nombreux engins motorisés de petite cylindrée tels que cyclomoteurs, scooters (y compris de forte cylindrée), voiturettes, motoneiges, quads… Dans toutes les transmissions à variation continue présentées ci-dessus, le rapport est fixé par l'utilisateur (via l'ordinateur de bord) en fixant la position de l'arbre ou de l'élément de transmission intermédiaire, c'est lui qui fixe directement le rapport de transmission voulu.
Le variateur de vitesse, constitué de 2 poulies à entraxe fixe, diffère des précédents dans la façon dont l'information de commande lui parvient. Là, l'utilisateur détermine indirectement le rapport de transmission par l'intermédiaire du régime moteur. Le rapport est choisi par un dispositif centrifuge, en fonction de la vitesse de rotation du moteur : plus le moteur tourne vite, plus la démultiplication augmente, ce qui permet d'augmenter la vitesse de rotation de l'arbre secondaire beaucoup plus rapidement que le régime moteur.
À l'intérieur du flasque mobile de la poulie motrice sont positionnés des galets (masselottes, billes…) soumis à la force centrifuge. Ceux-ci s'écartant de l'axe de rotation à mesure que la vitesse de rotation augmente, ils exercent une pression sur le flasque mobile qui se rapproche alors du flasque encastré sur l'arbre, ce qui augmente le diamètre de la motrice (et diminue du même coup celui de la réceptrice).

#### Le Mobymatic
Le Mobymatic, qui équipa les Mobylettes, Motobécane et certains cyclomoteurs Peugeot à partir des années 1955, combine les principes du variateur décrit ci-dessus et de l'entraxe variable décrit plus haut. Là encore, l'écartement des flasques de la poulie motrice varie en fonction de la position de galets centrifuges, mais la poulie réceptrice est à écartement fixe. Le bâti du moteur étant en liaison pivot avec le châssis du cyclomoteur, l'entraxe des 2 poulies peut varier, la tension de la courroie étant maintenue maximale par un ressort.

### Le problème des courroies
Ce type de transmission a longtemps eu la réputation d'être une transmission pour petites cylindrées. Cela tenait essentiellement au fait que les courroies dont elles étaient équipées n'étaient pas en mesure de résister à de fortes tensions. Dans toute transmission à courroie, la puissance maximale transmissible par la courroie augmente en effet avec la tension (initiale) admissible par la courroie et donc avec sa résistance élastique : {\displaystyle P_{max}=2.T_{0}.V}
Pour augmenter la puissance transmissible par les transmissions à variation continue, une part importante des développements ont porté sur la résistance des courroies. Les premières courroies en cuir ont laissé la place au caoutchouc. Les courroies continues ou à maillons séparés ont été renforcées par une armature métallique extensible et sont maintenant en kevlar ou néoprène. Les constructeurs automobiles utilisent aujourd'hui des courroies métalliques, capables de supporter des tensions plus importantes et donc de transmettre des couples plus importants, constituées d'une suite de maillons d'acier maintenus par de fines bandes d'acier superposées qui assurent sa flexibilité et sa résistance à la traction. Ces systèmes à courroie métallique offrent l'avantage de durer longtemps et supportent beaucoup mieux les gros efforts de tension délivrés par les moteurs des automobiles modernes, la plupart d'entre eux produisant un couple important.

## Variateurs de vitesse à friction

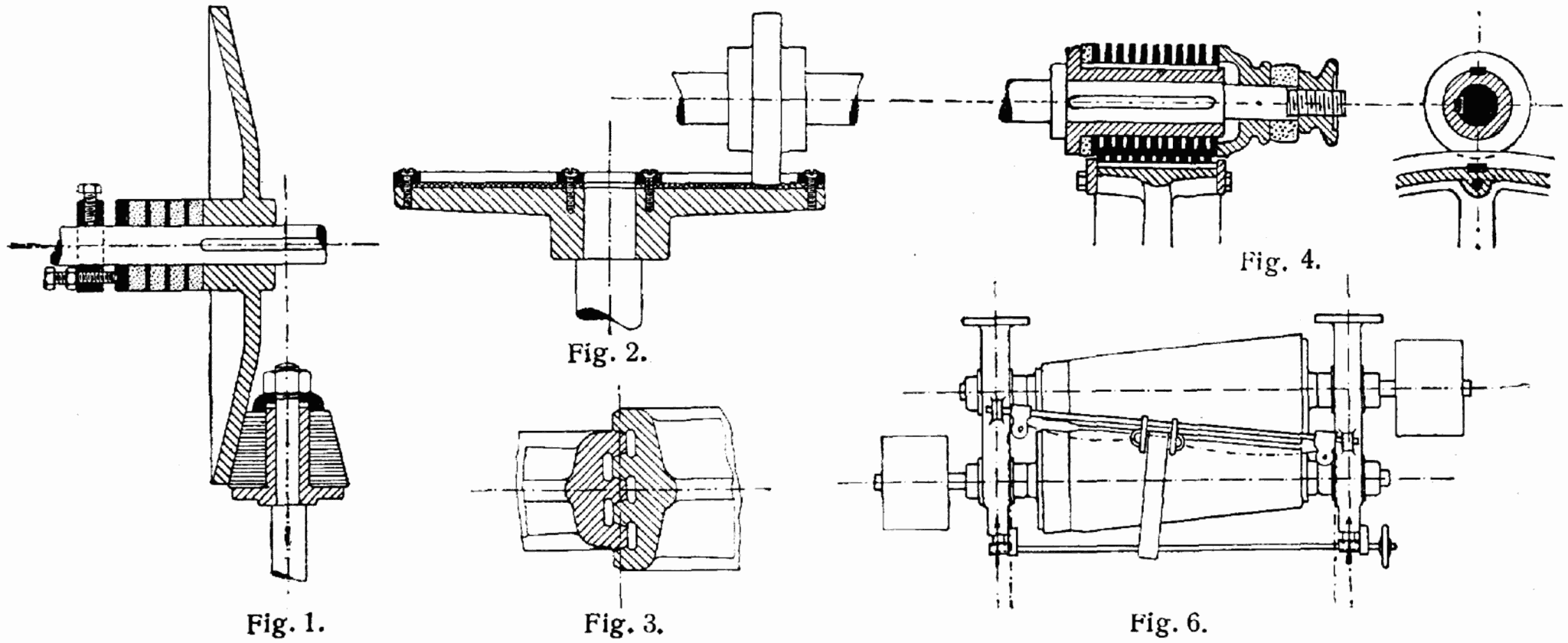
Différents types de variateurs à friction

Là aussi, le rapport de transmission est fixé par les diamètres des roues motrice et menée:
{\displaystyle R_{transmission}={Diametre_{motrice} \over Diametre_{receptrice}}}
On peut bien sûr (c'est le principe des boîtes de vitesse à rapports) positionner plusieurs roues sur l'arbre moteur en face desquelles viendront se positionner successivement des roues de diamètre correspondant en fonction du déplacement de l'arbre mené (en général, un arbre intermédiaire placé à cet effet). Cela permet de faire varier le rapport de transmission d'un rapport fixe à 2, 3, 4 rapports ou plus en fonction du nombre de roues.
Pour obtenir une variation continue du rapport de transmission par un système basé sur le même principe, il faudra une variation continue du diamètre des roues. Celle-ci sera obtenue en utilisant des roues « coniques » ou « toriques ».

### Variateur à cônes

#### Principe

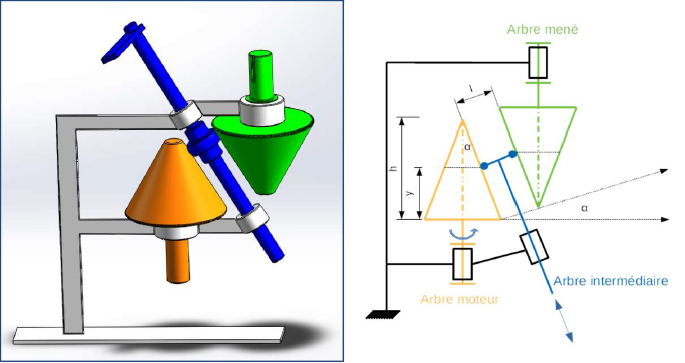
Schéma de principe d'un variateur de vitesse mécanique à 2 cônes

Deux cônes identiques (½-angle au sommet α et hauteur h) d'axes parallèles sont positionnés tête-bêche. Une roue (de diamètre quelconque) est insérée entre eux, tangente aux 2 cônes, entraînée par la rotation du cône moteur et entraînant la rotation du cône mené. La variation de position de l'arbre intermédiaire par glissement change l'ordonnée y du point de contact de la roue avec le cône moteur.

#### Variateur Evans

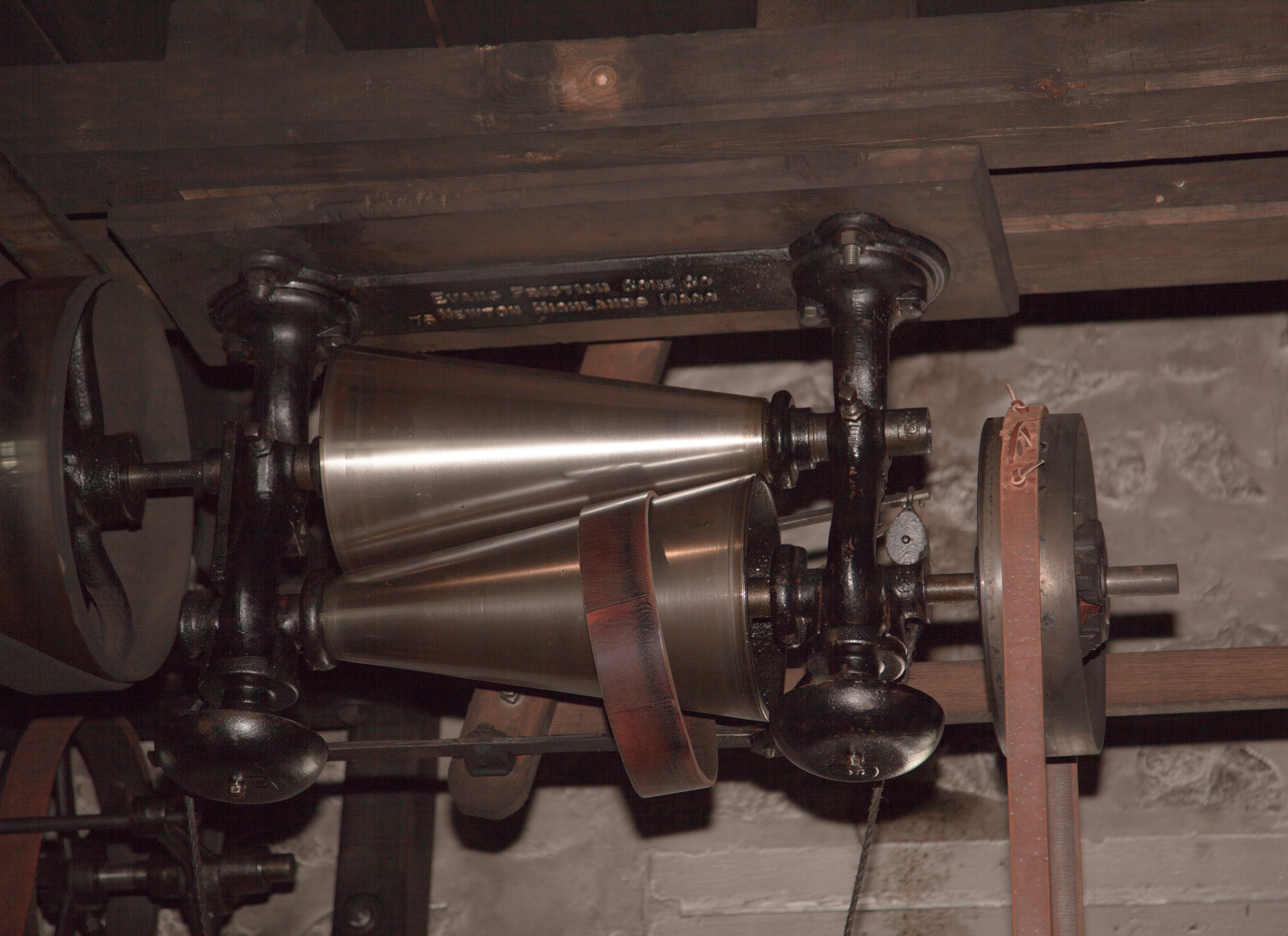
Variateur à cône Evans

Dans le système de 2 cônes à friction Evans, il n'y a pas à proprement parler d'arbre intermédiaire, mais une portion de cylindre creux, rigide ou flexible (ce qui l'assimile alors à une courroie plate).

#### Variateur Graham

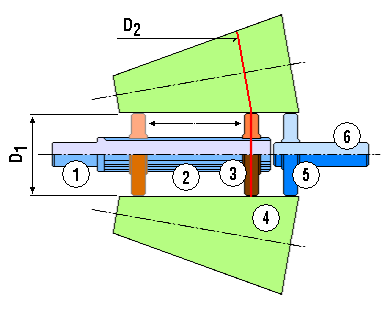
Variateur de vitesse à 1 cône type Graham

Ce système fonctionne avec un seul cône, l'arbre intermédiaire jouant alors le rôle d'arbre mené, ou inversement. Voire, l'arbre moteur entraîne le cône de façon excentrée et c'est le frottement de ce dernier sur une couronne extérieure de position variable qui fait varier sa vitesse de rotation.

### Variateur toroïdal

#### À axes concourants

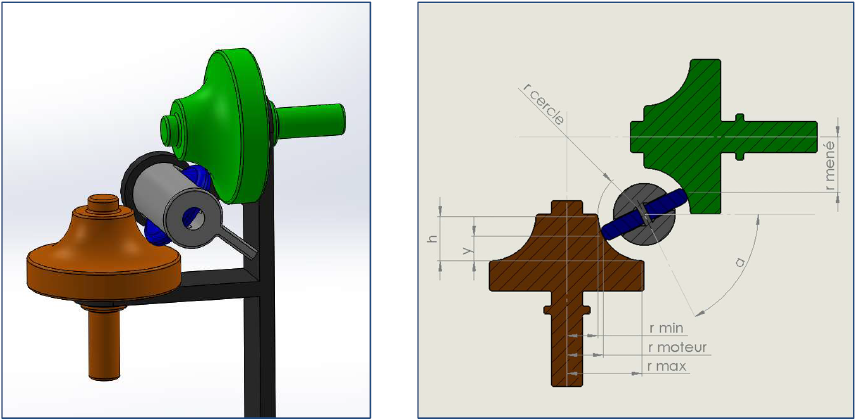
Schéma de principe d'un variateur de vitesse mécanique toroïdal (axes concourants)

Ce système repose sur le même principe que le variateur à cônes. La transmission se fait entre 2 disques de révolution comportant une surface creuse de forme toroïdale, les disques étant d'axes concourants (selon un angle quelconque). Il s'agit cette fois d'utiliser l'inclinaison d'un galet ou plateau (arbre intermédiaire) et non plus la position d'une roue de transmission pour changer la démultiplication.
Le galet tourne autour de son axe. En changeant l'inclinaison α de cet axe, le point de contact avec les disques change, ce qui fait varier le rapport de transmission en continu. Les cercles utilisés pour générer la forme toroïdale des 2 disques ainsi que le galet intermédiaire doivent avoir le même rayon rcercle de sorte que le galet soit tangent aux surfaces toroïdales des 2 disques quelle que soit l'inclinaison de son axe.

#### À disques coaxiaux

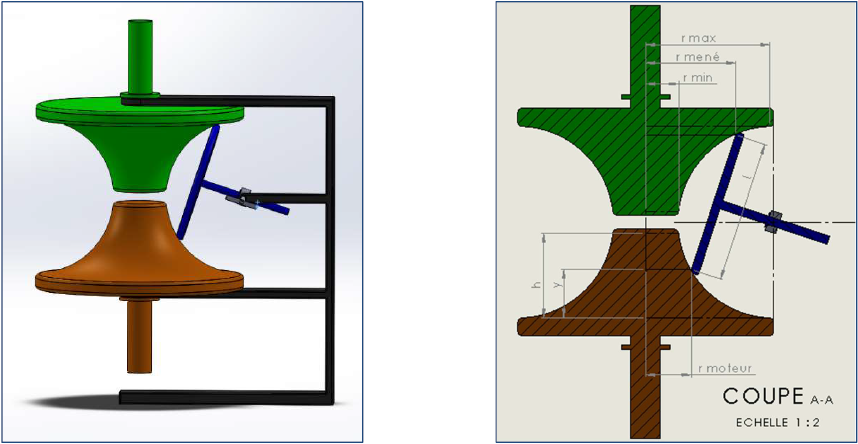
Schéma de principe d'un variateur de vitesse mécanique toroïdal (disques coaxiaux)

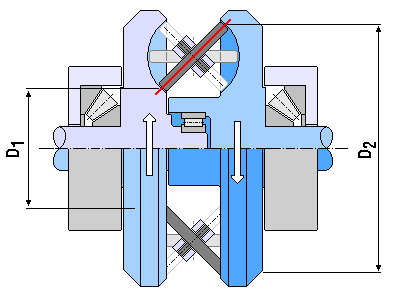
Variateur à disques coaxiaux

Le principe est exactement le même qu'avec des axes concourants. Les cercles utilisés pour générer la forme toroïdale des 2 disques doivent être coradiaux et le galet intermédiaire tangent aux surfaces toroïdales des 2 disques quelle que soit l'inclinaison de son axe.

#### Variantes à plusieurs galets

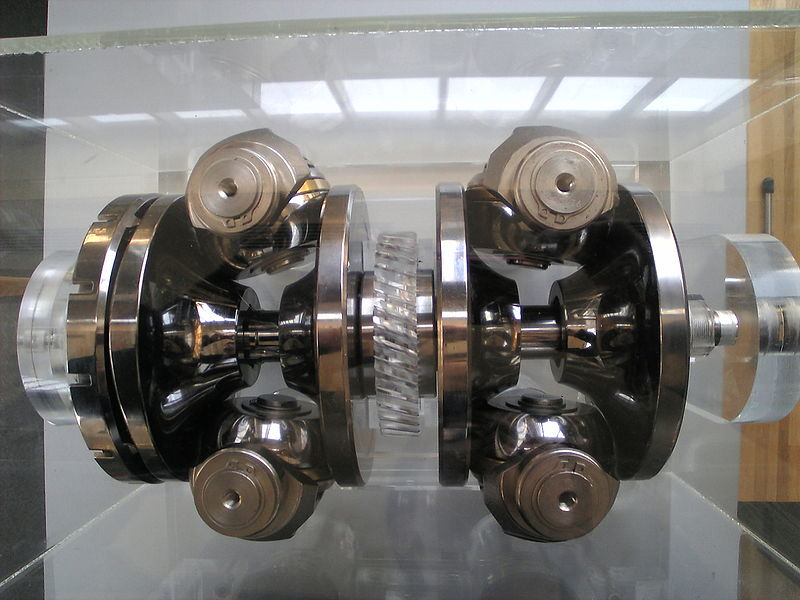
Nissan Extroid CVT

Comme dans le cas du variateur à cônes, on peut se passer d'un des 2 disques. La principale variation cependant réside davantage dans le nombre de galets d'entraînement. À condition de coordonner leur inclinaison, rien n'empêche, dans le cas d'un variateur toroïdal à deux disques coaxiaux, d'utiliser 2, 4 galets ou plus. Leur multiplication augmente au contraire le rendement de ce type de transmission et sa capacité à transmettre des couples plus importants. La boîte de vitesses Extroid (Nissan) utilise 2 couples de disques moteur/mené coaxiaux montés en vis-à-vis. Les 2 disques moteurs sont encastrés sur l'arbre moteur et les 2 menés sont encastrés de part et d'autre d'une roue dentée (en liaison pivot avec l'axe moteur) entraînant l'arbre mené. Chacun des disques moteur entraîne le mené correspondant au moyen de 2 galets.

### Variateur à disques

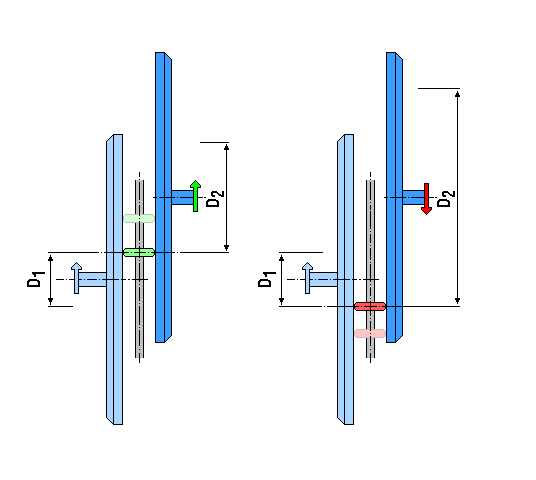
Variateur de vitesse à 2 disques

Le principe de fonctionnement est similaire à celui du variateur à cônes. Notons qu'en fonction de la position de la roue intermédiaire, la transmission peut fonctionner en mode inverseur.

### Autres technologies

#### Les transmissions par train épicycloïdal
Le train épicycloïdal diffère des systèmes décrits ci-dessus dans la mesure où son utilisation comme transmission à variation continue implique la présence de 2 moteurs. On rappelle la formule de Willis:
{\displaystyle \omega _{\text{1/0}}-\lambda .\omega _{\text{3/0}}+(\lambda -1).\omega _{\text{4/0}}=0}
avec λ la raison du train épicycloïdal, 1 et 3 les planétaires, 4 le porte-satellite et 0 le bâti.
Ce type de train d'engrenage est souvent utilisé comme réducteur en bloquant un des arbres (1, 3 ou 4) en rotation. Le rapport de transmission est alors fixe (ce qui n'est pas notre sujet ici).

##### Utilisation avec 2 ou 3 moteurs
Dans certaines automobiles hybrides (comme la Toyota Prius), la transmission à partage de puissance (PST) utilise un train épicycloïdal qui fait varier le rapport de la contribution des trois moteurs (thermique et deux électriques dont un en générateur) en vitesse de sortie et puissance.> Dans la formule ci-dessus, si (1) est l'arbre de sortie, (4) l'arbre du moteur thermique et (3) l'arbre du moteur électrique principal, le « rapport de transmission » est alors une fonction continue croissante:
{\displaystyle R={\frac {\omega _{\text{1/0}}}{\omega _{\text{4/0}}}}=(1-\lambda )+\lambda .{\frac {\omega _{\text{3/0}}}{\omega _{\text{4/0}}}}}
{\displaystyle R(x)=(1-\lambda )+\lambda .x} avec {\displaystyle x={\frac {\omega _{\text{3/0}}}{\omega _{\text{4/0}}}}}
En utilisant donc deux moteurs plus un frein, on peut faire varier de la sorte le « rapport de transmission » en continu. Mais la présence de 2 moteurs ne permet pas de parler d'un véritable rapport de transmission et l'introduction du 2e moteur fait que le train épicycloïdal n'est pas un système de transmission à variation continue au sens strict, même si l'impression de conduite peut être similaire,
En sont équipés (liste non exhaustive) : Toyota Prius, Toyota Auris, Yaris Hybride, Lexus RX, Nissan Altima hybride, de même que des tracteurs agricoles.

##### Train épicycloïdal et moteur hydraulique

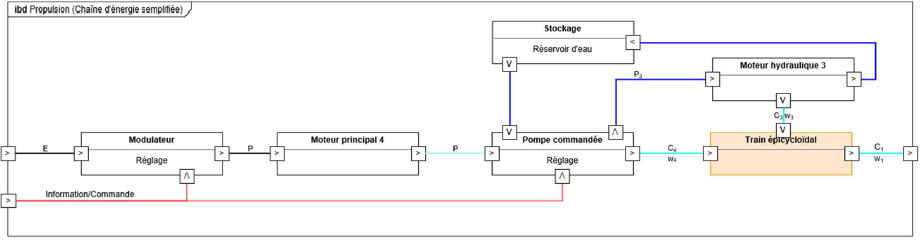
Chaîne d'énergie d'une propulsion utilisant un train épicycloïdal et un moteur hydraulique

Une partie de la puissance moteur est utilisée par une pompe branchée en série sur l'arbre moteur dont la mise en marche proportionnelle est commandée par l'utilisateur et qui sert à entraîner un moteur hydraulique servant de moteur auxiliaire (3) dans le train épicycloïdal. La puissance moteur est ainsi divisée en 2 puissances P3 et P4 au niveau de la pompe selon un ratio à déterminer, P3 et P4 étant ensuite réassociées au niveau du train épicycloïdal dans le but de créer une démultiplication différente.

## Comparaison du variateur de vitesse par rapport à une boîte de vitesse à rapports

### Rôles du levier de vitesse et de l'accélérateur

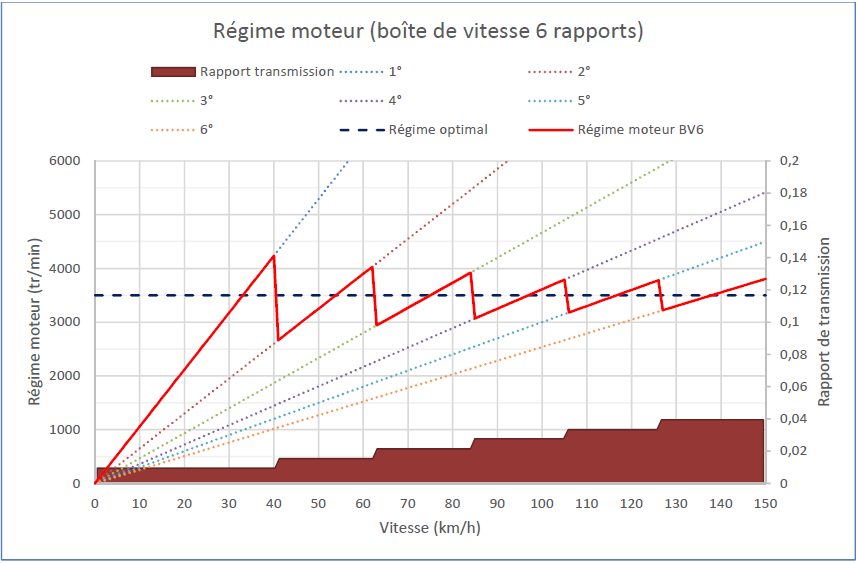
Régime moteur d'un véhicule équipé d'une boîte de vitesse 6 rapports en fonction de la vitesse

La présence du variateur impose un véritable changement de paradigme vis-à-vis des variations de vitesse en sortie de chaîne d'énergie. En effet, les boîtes de vitesse à rapports présentent une gamme échelonnée ou discontinue de rapports Ri (avec i compris entre 1 et 6 par exemple pour une boîte 6 rapports) qui, combinés avec le rapport (fixe) des autres éléments de la chaîne de transmission et le rayon des roues motrice permettent de calculer des rapports ki tels quel :
{\displaystyle V=k_{i}.N_{moteur}} (avec la vitesse V en km/h et le régime moteur N en tr/min)
Avec une boîte de vitesse à rapports, toute variation de vitesse dV est :
- Proportionnelle à la variation de N en l'absence de changement de rapport : {\displaystyle dV=k_{i}.dN}
- Obtenue par la combinaison d'un changement di de rapport (di étant un nombre entier relatif) et dN de régime: {\displaystyle dV=k_{i+di}.dN}

Ce type de variation entraîne les paliers consécutifs aux changements de vitesse :
- baisse brutale du régime moteur et augmentation du rapport ;
- discontinuité de la force de traction et de l'accélération.Régime moteur d'un véhicule équipé d'une boîte de vitesse CVT en fonction de la vitesse

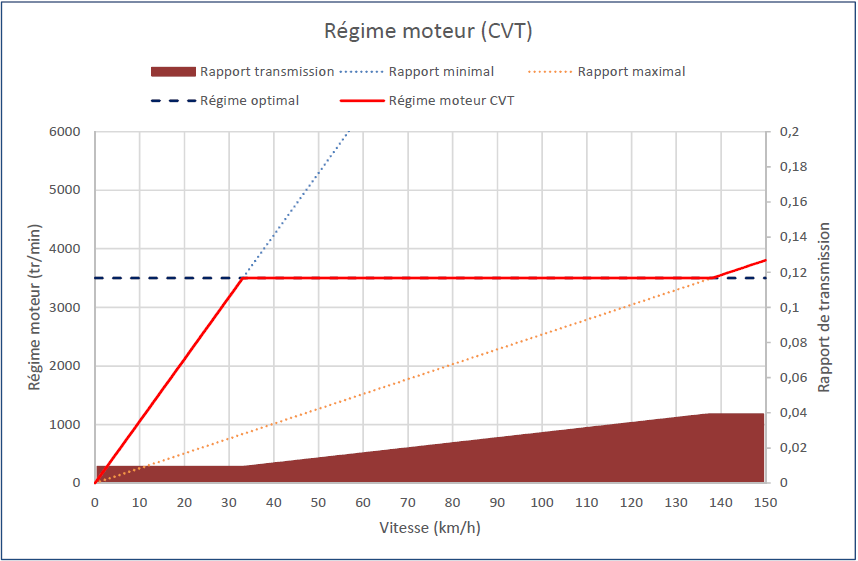
Régime moteur d'un véhicule équipé d'une boîte de vitesse CVT en fonction de la vitesse

Avec un variateur de vitesse, k étant une fonction continue, les variations dV sont obtenues par une double variation dN et dk : {\displaystyle dV=dk.N+k.dN}
Le conducteur fixera dès que possible le régime moteur au régime optimal de sorte que les variations de vitesse sont obtenues par la seule modification du rapport de transmission: {\displaystyle dV=dk.N}
L'élément majeur commandant la vitesse du véhicule n'est plus le carburateur commandé par la pédale d'accélérateur, mais le variateur commandé par le « levier de vitesse ».

### Avantages et inconvénients du variateur
| Avantages | Inconvénients |
| --- | --- |
| Capacité à rester en permanence au régime moteur optimal, que ce soit pour minimiser la consommation en carburant ou pour se positionner au point de puissance maximum quelle que soit la vitesse du véhicule. | Frein moteur moins efficace que sur un engin équipé d'une boîte de vitesses classique et puissance non ajustable. |
| Adaptation instantanée et continue entre la charge et la vitesse minimum de rotation du moteur: la sélection du rapport de démultiplication est presque simultanée à l'accélération. | Rendement mécanique légèrement inférieur à celui d'une boîte de vitesses manuelle ; |
| Suppression des discontinuités et ruptures d'accélération des changements de palier des boîtes de vitesse à rapport: le rapport de transmission est changé en continu. L'avantage est non seulement une plus grande souplesse de conduite, mais aussi l'absence de changement de régime brusque au niveau du moteur, source d'usure. | Sensation de patinage excessif: Une pression modérée et continue sur l'accélérateur va faire monter le régime moteur très lentement et la vitesse en même temps. Mais là où le conducteur habitué au rapport fixe s'attend à des à-coups dus aux changements de vitesse, le véhicule ne fait que continuer à prendre de la vitesse. Sur une accélération brutale, le régime moteur augmente, mais ne redescend pas tant que la vitesse correspondant à la pression n'est pas atteinte, ce qui accentue l'impression de patinage. |
| Pas de lubrification nécessaire. | |
| Système silencieux: confort acoustique. | |